# Porquéricourt
Porquéricourt ist eine französische Gemeinde mit 412 Einwohnern (Stand: 1. Januar 2022) im Département Oise in der Region Hauts-de-France. Sie gehört zum Kanton Noyon und zum Gemeindeverband Pays Noyonnais. 

## Geografie
Porquéricourt liegt im Pays Noyonnais etwa 28 Kilometer nordnordöstlich von Compiègne. Umgeben wird Porquéricourt von den Nachbargemeinden Sermaize im Norden, Beaurains-lès-Noyon im Osten und Nordosten, Noyon im Südosten, Vauchelles im Süden, Suzoy im Westen und Südwesten sowie Lagny im Westen und Nordwesten.

## Bevölkerungsentwicklung
| Jahr                      | 1962 | 1968 | 1975 | 1982 | 1990 | 1999 | 2006 | 2013 |
| ------------------------- | ---- | ---- | ---- | ---- | ---- | ---- | ---- | ---- |
| Einwohner                 | 217  | 206  | 243  | 313  | 331  | 362  | 347  | 379  |
| Quelle: Cassini und INSEE |      |      |      |      |      |      |      |      |

## Sehenswürdigkeiten
- Kirche